# Pollen
Pollen foi uma banda de power pop americana formada em 1991. solo sacou quatro álbumes de estúdio, a banda se separou em maio de 2001.

## Integrantes

### Formação atual
- Dan Hargest - vocal
- Kevin Scanlon - guitarra
- Mike Bennett - guitarra
- Chris Serafini - baixo
- Bob Hoag - bateria

## Discografia

### Álbuns de estúdio
- 1994: Bluette
- 1995: Crescent
- 1997: Peach Tree
- 2000: Chip

### Compilações
- 1997: Summer Experience 1997 - An Alternative Press CD Sampler
- 1998: Atmosphere Only Gets You So Far
- 2000: Not One Light Red: A Modified Document
- 2001: 2001: A Grass Odyssey, Volume 2: A Grass Records Sampler